# Boston (Lincolnshire)
Boston is een oude, kleine havenstad in het bestuurlijke gebied Boston, in het Engelse graafschap Lincolnshire. De borough telt 64.600 inwoners (2011). In 2001 telde zij nog ruim 55.000 inwoners. De enorme groei wordt toegeschreven aan de immigratie van Poolse werknemers.
De stad ligt aan de rivier de Witham, zo'n zes kilometer vanaf de plek waar de Witham in het estuarium The Wash stroomt. De plaats ligt in het vlakke, moerasachtige en agrarische gebied The Fens.
Boston is vermoedelijk gesticht in de elfde eeuw, hoewel het Domesday Book van 1086 geen gewag maakt van 'Boston', als deel van het toen belangrijkere Skirbeck. De stad gaf zijn naam aan onder andere de Amerikaanse stad Boston. De (verouderde) Nederlandse naam is Bolstoen.

## Politiek
Tijdens het Brexit-referendum van 2016 stemde 75,6% van de inwoners van Boston voor vertrek uit de Europese Unie.

## Geboren
- Barry Spikings (1939), filmproducent
- Amanda Drew (1969), actrice